# Himlens vilja
Himlens vilja är en historisk roman av Artur Lundkvist utgiven 1970. Med undertiteln "en föreställning om Djingis Khan" är den en skildring den mongoliske erövraren som enade de mongoliska folken och skapade ett väldigt imperium på 1200-talet.
Lundkvist intresserar sig i skildringen inte bara för de yttre skeendena utan främst för Khanens vilja att göra det gränslösa, att ständigt expandera, alltid finna nya mål, aldrig slå sig till ro och i centrum för berättelsen står handlingsmänniskans upplevelse av den egna begränsningen. När boken utkom skrev Åke Janzon att Himlens vilja är en av "de mäktigaste, rakaste och mest personliga" böckerna i Lundkvists produktion och menade att författaren "visar sig besitta ett historiskt sinne som en och annan historiker kunde ha skäl att avundas honom. Inte så att han alldeles lyckas undvika anakronistiska bedömningar av khanens personlighet, men så att han försöker - nästan ödmjukt - tolka honom som om han tolkade sig själv. För en diktare finns det ingen annan väg och Himlens vilja är ett diktverk."

## Källa
- Paul Lindblom Samtiden i ögat. En bok om Artur Lundkvist Tidens förlag 1991, sid. 264-265